# Мирослав Цветанов
Мирослав Любомиров Цветанов е български актьор, сценограф и учен.
Роден е на 29 юли 1959 г. в гр. Русе. През 1984 г. завършва Театралния факултет на Националната академия за театрално и филмово изкуство (тогава ВИТИЗ) в класа на проф. Атанас Илков със специалност актьорско майсторво за куклен театър. От 1991 г. е преподавател в НАТФИЗ „Кр. Сарафов“. През 2006 г. защитава докторска степен, а през 2011 г. получава научната степен доцент.
През 1988 г. Цветанов, актрисата Роза Николова и художникът Диляна Николова основоват първия частен куклен театър – Малък Куклен Театър Слон.
Автор е на редица научни изследвания в областта на кукления театър. Изнася лекции и работни ателиета в различни страни.
Носител на престижни международни отличия за сценография, актьорско майсторство и постановъчна работа.

## Професионална кариера
- преподавател по технология на кукления театър в НАТФИЗ
- преподавател в частната школа за театър и кино „Златно ключе“
- директор на Малък куклен театър „СЛОН“ София (Small Puppet Theatre SLON)
- председател на Фондация „Златно ключе“, подпомагаща изкуства за и от деца

### Актьор
От 1984 до 1988 г. работи в държавни театри, а успоредно с това прави постановки като режисьор и сценограф.
1988 г. заедно с Роза Николова основава първия частен куклен театър МКТ „Слон“. Пресъздава на сцената над 50 роли, голяма част от които са награждавани на престижни международни фестивали. Гастролирали са по сцените на почти всички континенти.

### Художник
- 1984 г. – сценография и куклиза „Слънчев лъч“ – учебна постановка, ВИТИЗ
- 1984 г. – сценография и кукли за „Жабите“ – Аристофан – учебна постановка, ВИТИЗ
- 1985 г. – сценография за „Клоунът Лорети“ – ДКТ, Шумен
- 1986 г. – сценография за „Разбойник“ по К.Чапек – учебна постановка, ВИТИЗ
- 1986 г. – проекти и изработка на кукли за ТВ шоу „Домино“, БНТ – съвместна работа с Диляна Цонова
- 1987 г. – сценография и кукли за „Приказки с продължение“ – ДКТ, Благоевград
- 1988 г. – сценография и кукли за „Мечо Пух“ – МКТ „Слон“
- 1990 г. – сценография и кукли за „Котаракът с чизми“ – МКТ „Слон“
- 1992 г. – сценография и кукли за „Куклени истории“ – телевизионен филм БНТ
- 1993 г. – сценография за „Честит рожден ден“ – МКТ „Слон“
- 1994 г. – сценография за „Валентино“ – театър Vlinders & Co, Белгия
- 1994 г. – сценография и кукли за „Зимна приказка“ – МКТ „Слон“
- 1996 г. – сценография за „Свинарят“ по Андерсен – МКТ „Слон“
- 1998 г. – сценография за „Когато времето беше дете“ по Киплинг
- 2000 г. – става член на СБХ (Съюз на българските художници), секция „Сценография“
- 2003 г. – сценография и кукли за „Цар Салтан“ по Пушкин – Илкова театър
- 2003 г. – сценография за „Бременските градски музиканти“ по братя Грим – Театър „Ариел“
- 2006 г. – защитава докторат на тема „Метод в куклената технология“
- 2010 г. – сценография за „Шестте пингвина“ по Б. Априлов – МКТ „Слон“
- 2012 г. – сценография за „Хипопотамът и котката“ весели истории – МКТ „Слон“
- 2014 г. – сценография за „Цирк? Цирк?! Цирк!!“ – авторски спектакъл на Роза Николова и Мирослав Цветанов
- 2014 г. – сценография, кукли, технологично решение и идеен проект на първия за Европа и България воден куклен театър „Райската птица“

Илюстрира детски книжки и обложки на аудио и видео продукти, създадени по репертоарните заглавия на театъра.

### Публицистика
Автор на поредица статии в периодичния печат, изследващи еротиката в кукления театър в исторически план, предизвикали интереса и на широката публика. По идея на колеги от театъра започва работа над поредица изследвания по проблемите на технологията и сценографията в кукления театър.
- 1997 г. – излиза първата му книга „Алхимия на кукления театър“
- 1999 г. – книгата е преведена и издадена от ЮНЕСКО в Австрия и на немски език.
- 2006 г. – излиза и втори том „Вълшебните техники“
- 2019 г.  – излиза книгата му "Голямото изкуство"
- 2025 г.  – излиза книгата му "АНАТОМИЯ НА КУКЛАТА - МАТЕРИЯ И ДУХ"

### Награди
- 1988 г. – наградата на САБ за актьорски постижения в пиесата „Мечо Пух“
- 1989 г. – награда на детското жури PIF, Загреб с „Мечо Пух“
- 1989 г. – награда за уникално решение на куклен спектакъл, цялостен спектакъл и мъжка роля, PIF, Загреб с „Мечо Пух“
- 1990 г. – откриване на конгрес на UEA, Куба с „Мечо Пух“.
- 1991 г. – награда за цялостен спектакъл, сценография и манипулация за „Котаракът с чизми“ от МКТФ Figuero, Белгия.
- 1993 г. – награда за сценография на Международния куклено-театрален фестивал MUF, Мексико за „Котаракът с чизми“
- 1997 г. – награда за сценография с постановката „Valentino“, Белгия от PIF, Загреб, театър Vlinders & Co
- 1999 г. – награда за сценография с постановката „Valentino“, Белгия от МКТФ в Прага, театър Vlinders & Co
- 1999 г. – награда на детското жури от МКТФ „Двама са малко – трима са много“, Пловдив с постановката „Котаракът с чизми“
- 1999 г. – награда за уникално решение, верен прочит и точен адрес от същия МКТФ, Пловдив
- 1999 г. – сертификат за отлично визуализиране на творческия процес в кукления театър от Симпозиума на ЕС „История и самоличност“, Австрия
- 2000 г. – награда за сценография, награда за най-добър спектакъл и награда за мъжка роля с „Котаракът с чизми“, PIF, Загреб 2000
- 2000 г. – награда за сценография в ЮАР с постановката „Valentino“ на театър Vlinders & Co, Белгия
- 2000 г. – награда за най-добър спектакъл, награда за сценография и награда за мъжка роля с „Котаракът с чизми“, PIF, Загреб
- 2005 г. – награда на журито от Международния фестивал за театри на сенки в Патра, Гърция за „Омагьосаният файтон“
- 2006 г. – награда на журито от Международния фестивал в Ипър, Белгия за „Омагьосаният файтон“
- 2008 г. – награда на журито от Международния фестивал в Абакан, Русия за „Омагьосаният файтон“
- 2009 г. – Награда на журито и номиниране на спектакъла в категорията 10-те най-добри спектакли в света за 2009 г. от Международния фестивал „Ковчег“, Култпроект на „Золотая маска“ за „Омагьосаният файтон“ в Магнитогорск, Русия.
- 2009 г. – Удостоен със златна значка и почетен диплом от родния си град Две могили – „За съществен принос в популяризирането на театралното изкуство и издигане на авторитета и самочувствието на града“.
- 2012 г. – Специалната награда на журито от Международния фестивал в Подгорица, Монтенегро за „Омагьосаният файтон“
- 2012 г. – Наградата на детското жури от Международния фестивал в Подгорица, Монтенегро за „Омагьосаният файтон“
- 2015 г. – Награда за сценография за спектакъла „Валентино“ театър Vlinders & Co Белгия от фестивала в Банкок, Тайланд

### Озвучаващ актьор
- ? – „Изкуствен интелект“ – Д-р Знам (Робин Уилямс)
- ? – „Един не-тъп американски филм“ – Гид (Джош Раднър)
- 1996 г. – „Капитан Балу“, дублаж на БНТ – Див котак
- 1998 г. – „Хийтклиф“, дублаж на БНТ
- 2000 г. – „Приятели“ (сезон 1, първи дублаж на bTV) – Джоуи Трибиани (Мат Ле Бланк), след това е заместен от Здравко Методиев от втори сезон
- 2002 г. – „Скуби-Ду: Училище за духове“, „Скуби-Ду: Върколак по неволя“ и „Скуби-Ду: Гонитба в компютъра“, дублажи на Александра Аудио  – Шаги Роджърс (Кейси Кейсъм и Скот Инес в последния филм)
- 2003 г. – „Скуби-Ду“, дублаж на Александра Аудио – Шаги Роджърс (Матю Лилард) и Скрапи-Ду (Скот Инес)
- 2005 г. – „Лило и Стич: Сериалът“, дублаж на Александра Аудио – Допълнителни гласове
- 2007 г. – „На гости на третата планета“ (дублаж на GTV) – Томи (Джоузеф Гордън-Левит) и Дон (Уейн Найт);
- „Семейство Симпсън: Филмът“. дублаж на Александра Аудио – допълнителни гласове;
- „Аз и Дерек“, дублаж на TV7
- 2009 г. – „Чудовища срещу извънземни“, дублаж на Александра Аудио – Дерек, допълнителни гласове
- 2010 г. – „Бакуган: Бойци в действие“, дублаж на студио 1+1 – Допълнителни гласове;
- „Остров Пълна драма“, дублаж на студио 1+1 – Допълнителни гласове
- „Изгубени“, дублаж на студио Александра Аудио – Мартин Кийми (Кевин Дюранд) и Чарлс Уидмор (Алън Дейл)
- 2011 г. – „Мечо Пух“, дублаж на студио Александра Аудио – Прасчо (Травис Оутс)
- 2012 г. – „Шаолински двубои“, дублаж на Про Филмс – Доджо (Уейн Найт)
- 2014 г. – „Шаолински хроники“, дублаж на Про Филмс – Доджо (Майкън Донован)

## Семейство
Женен е за актрисата и преподавател по актьорско майсторство Роза Николова. Имат син Пламен, магистър по пиано от НМА „П. Владигеров“, лауреат на международни клавирни конкурси, автор на филмова и театрална музика –  20 театрални спектакъла, 5 анимационни филма, 1 игрален филм, 1 мюзикъл, 2 концерта за пиано и оркестър и множество клавирни творби.